# Neostenus saundersii
Neostenus saundersii är en skalbaggsart som beskrevs av Francis Polkinghorne Pascoe 1857. Neostenus saundersii ingår i släktet Neostenus och familjen långhorningar. Inga underarter finns listade i Catalogue of Life.